# リンゴスープ
リンゴスープまたはアップルスープ(Apple soup)は、主材料にリンゴを用いたスープである。リンゴは、ピュレにしたり、スライスしたり、茹でたり、丸のまま用いることもある。タマネギ、ニンジン、パースニップ、カボチャ等が用いられることもある。レシピによっては、鶏肉や野菜の出汁を加えるものもあるが、水やアップルサイダーを用いて作るレシピもある。味付けには、シナモン、レモン果汁、砂糖、ショウガ、カレー粉、食塩、コショウ等を加える。前菜として提供されることもある。
アメリカ合衆国では、1900年代初め頃から、病人食としても用いられてきた。

## ギャラリー

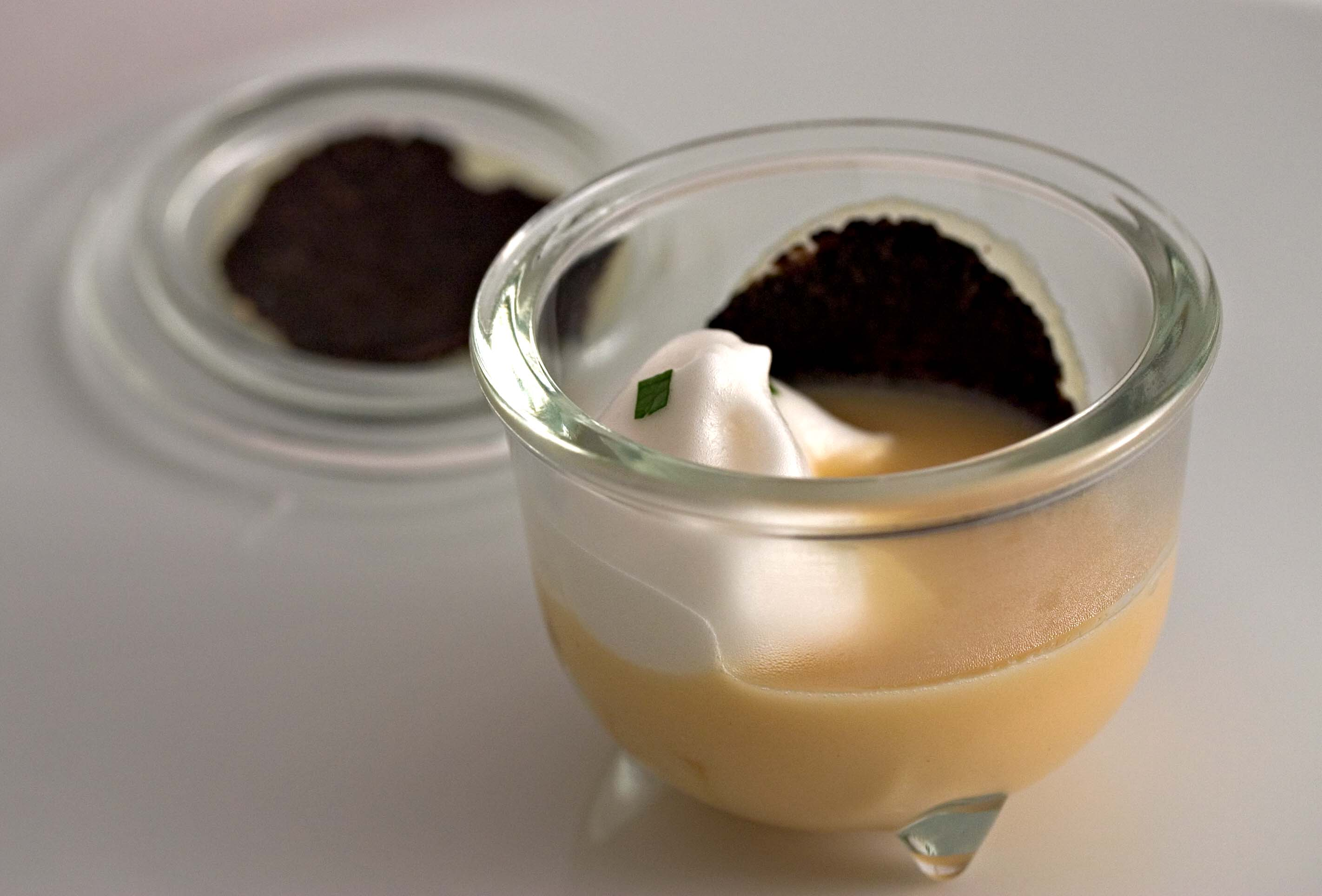
トリュフを入れたリンゴスープ
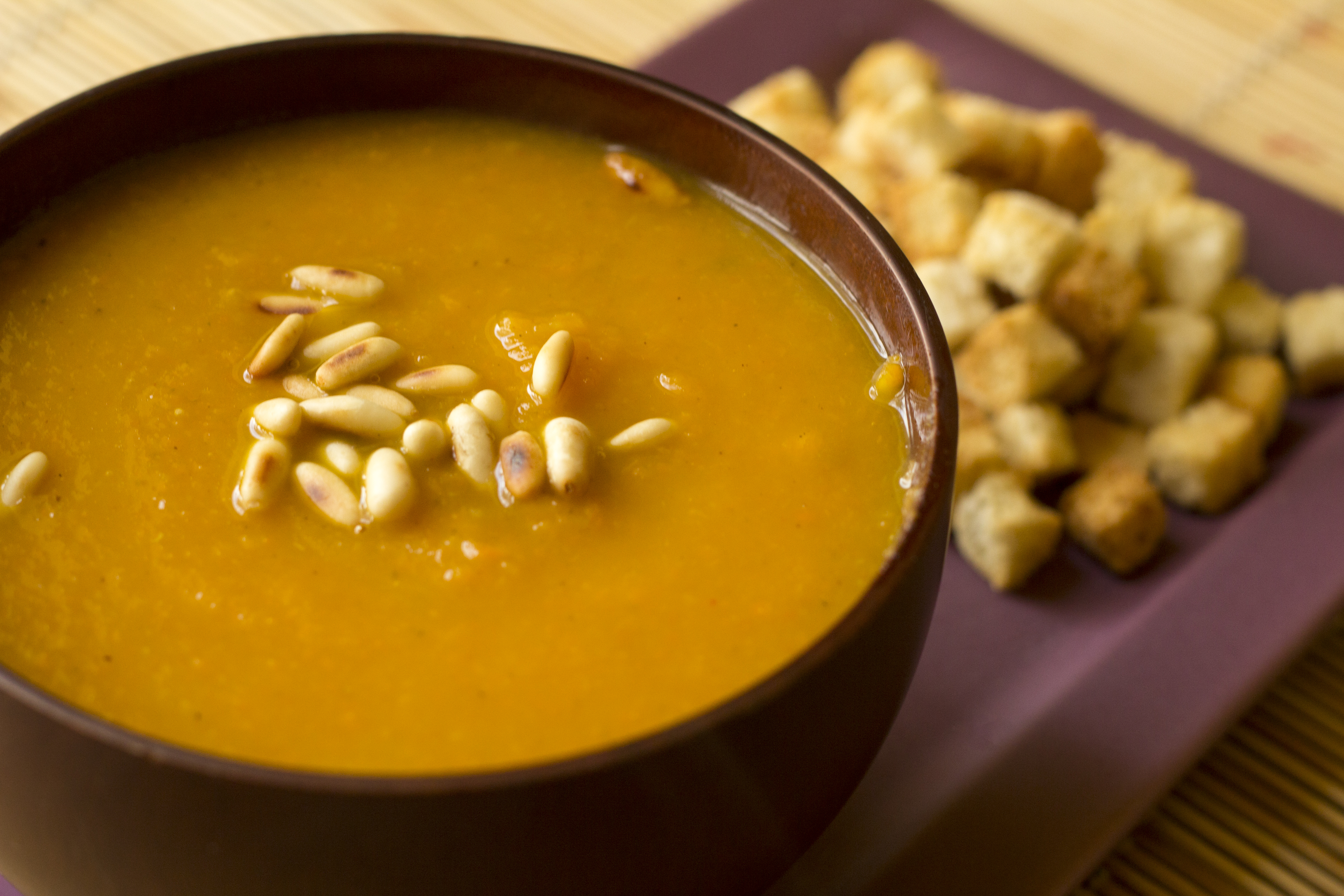
リンゴとニンジンのスープ
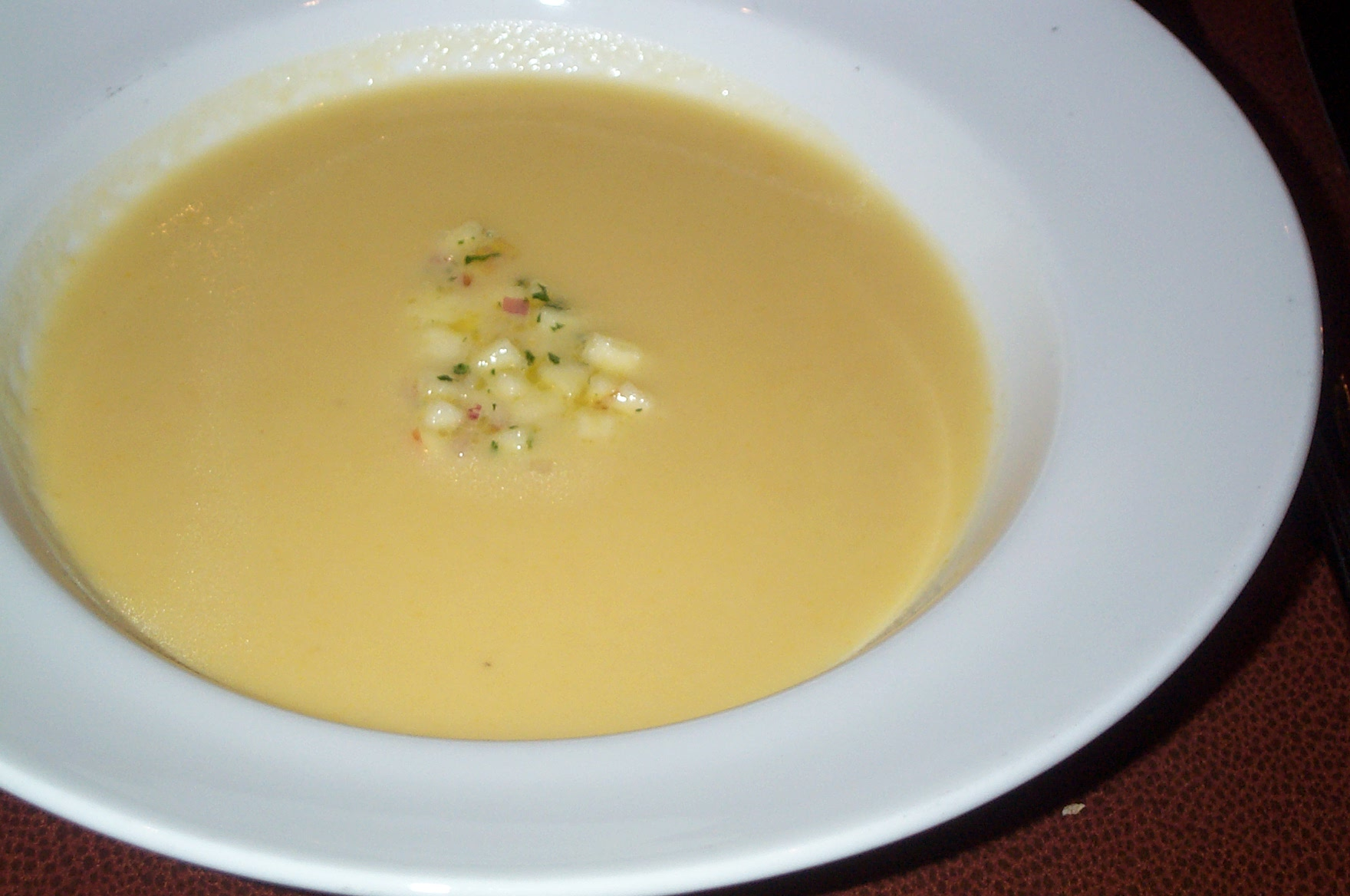
リンゴのレリッシュを浮かべたリンゴとパースニップのスープ